# アシルCoAデヒドロゲナーゼ
アシルCoAデヒドロゲナーゼは、脂肪酸のβ酸化に関与する酵素で、アシルCoAチオエステルのC2とC3の間にトランス二重結合を導入する機能を持つ。FADはこの反応機構において、酵素が適当な基質と結合するために必須な補因子である。以下の反応はFADによる脂肪酸の酸化である。
アシルCoAデヒドロゲナーゼは摂取した食物から脂肪酸を代謝する機能を持つため、動物細胞では重要な酵素である。この酵素は脂肪酸代謝において長鎖脂肪酸をアセチルCoAに分解する反応に寄与する。この酵素の欠損は脂肪酸酸化を含む遺伝性疾患に関係する。
アシルCoAデヒドロゲナーゼは短鎖、中鎖、長鎖、超長鎖脂肪酸アシルCoAのそれぞれに作用する4種のグループに分類することができる。これら全ての触媒機構は類似しており、違いはアミノ酸配列の違いによる活性部位の位置である。
| 名称                            | EC番号  | 鎖長の定義（炭素数） | 活性のある鎖長 |
| ------------------------------- | ------- | -------------------- | -------------- |
| 短鎖アシルCoAデヒドロゲナーゼ   | 1.3.8.1 | ～5                  | 3～8           |
| 中鎖アシルCoAデヒドロゲナーゼ   | 1.3.8.7 | 6～12                | 4～16          |
| 長鎖アシルCoAデヒドロゲナーゼ   | 1.3.8.8 | 13～22               | 6～22          |
| 超長鎖アシルCoAデヒドロゲナーゼ | 1.3.8.9 | 23～                 | 14～           |

## 構造

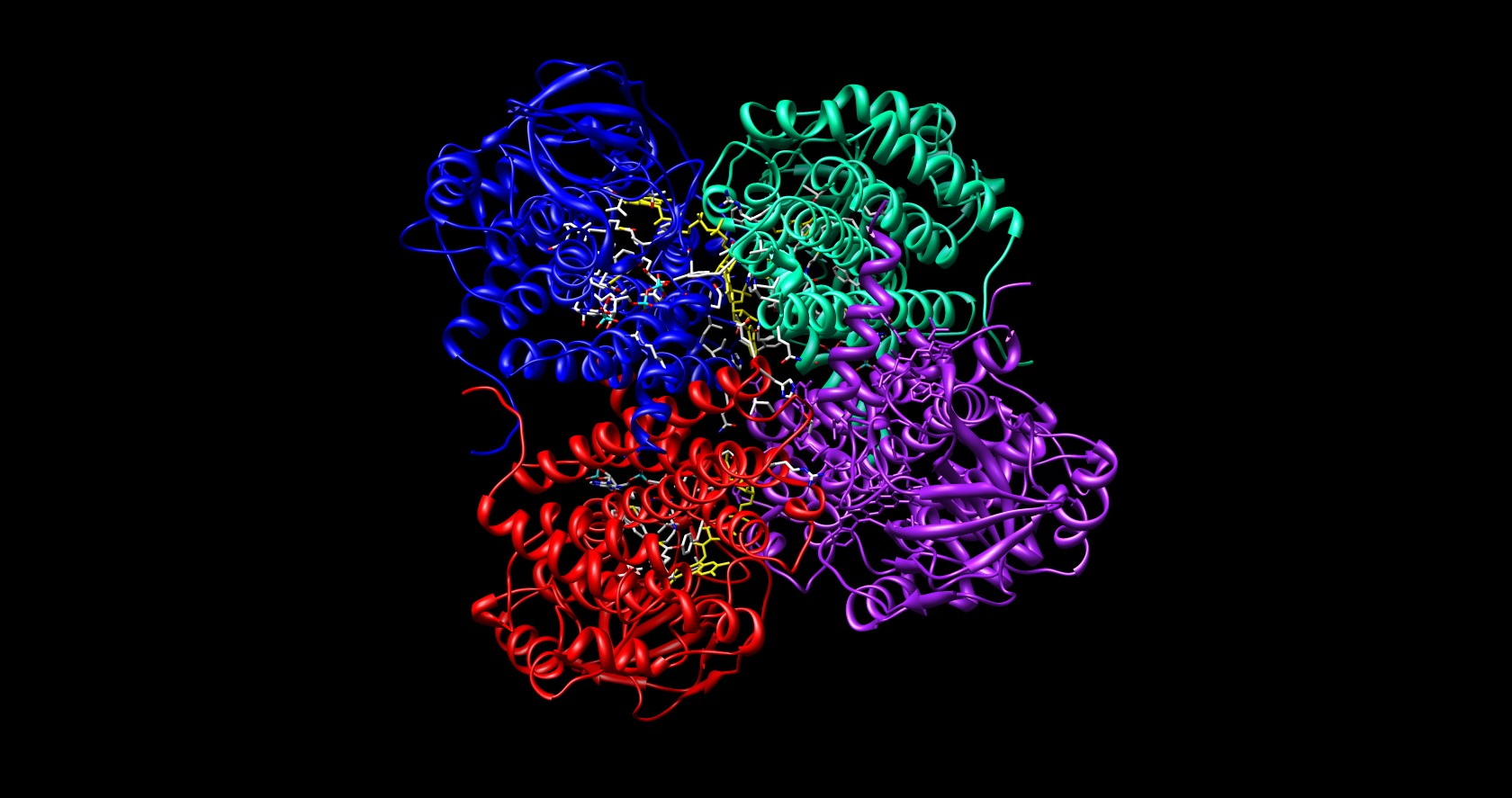
Image 1: 中鎖脂肪酸アシルCoAデヒドロゲナーゼ四量体の構造。FAD分子は黄色。PDB code: 1egc.

中鎖脂肪酸アシルCoAデヒドロゲナーゼは、すべてのアシルCoAデヒドロゲナーゼの中で最もよく構造が知られており、その欠乏は動物の代謝異常を引き起こす。この酵素分子は、約400のアミノ酸からなるサブユニットとこれ対応する1分子のFADのホモ四量体である。これは「二量体の二量体」に分類され、その直径は約90 Åである。
二量体の単二量体間の接合部分にはFAD接合部があり、大きな相互作用を有する。一方、2個の二量体間の相互作用は小さい。四量体の中には全部で4箇所の活性部位があり、それぞれ1分子のFADと基質のアシルCoAを含む。したがって、1つの酵素に全部で4分子のFADと4分子のアシルCoAが付加することとなる。
3ドメイン間に結合しているFADは酵素全体の安定に寄与しており、基質のアシルCoAは完全に単量体内に結合する。活性部位はF252, T255, V259, T96, T99, A100, L103, Y375, Y375, およびE376の順に残基が並んでいる。このエリアではGlu376とFADとの間に基質が入り、反応のための理想的な位置に分子が配置する。
中鎖アシルCoAデヒドロゲナーゼはより広範囲の長さのアシルCoAと結合することが可能であるが、研究によってオクタノイルCoA(C8-CoA)に特異性を示す傾向があることが分かっている。

## 反応機構

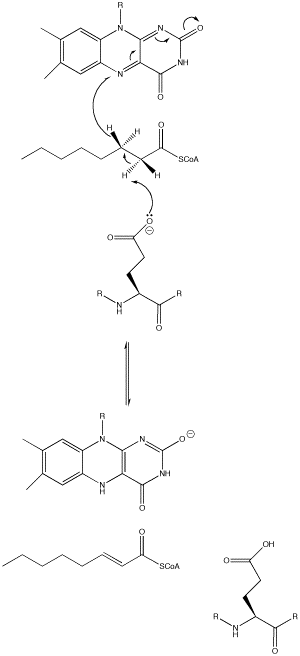
Image 2: アシルCoAデヒドロゲナーゼの反応機構

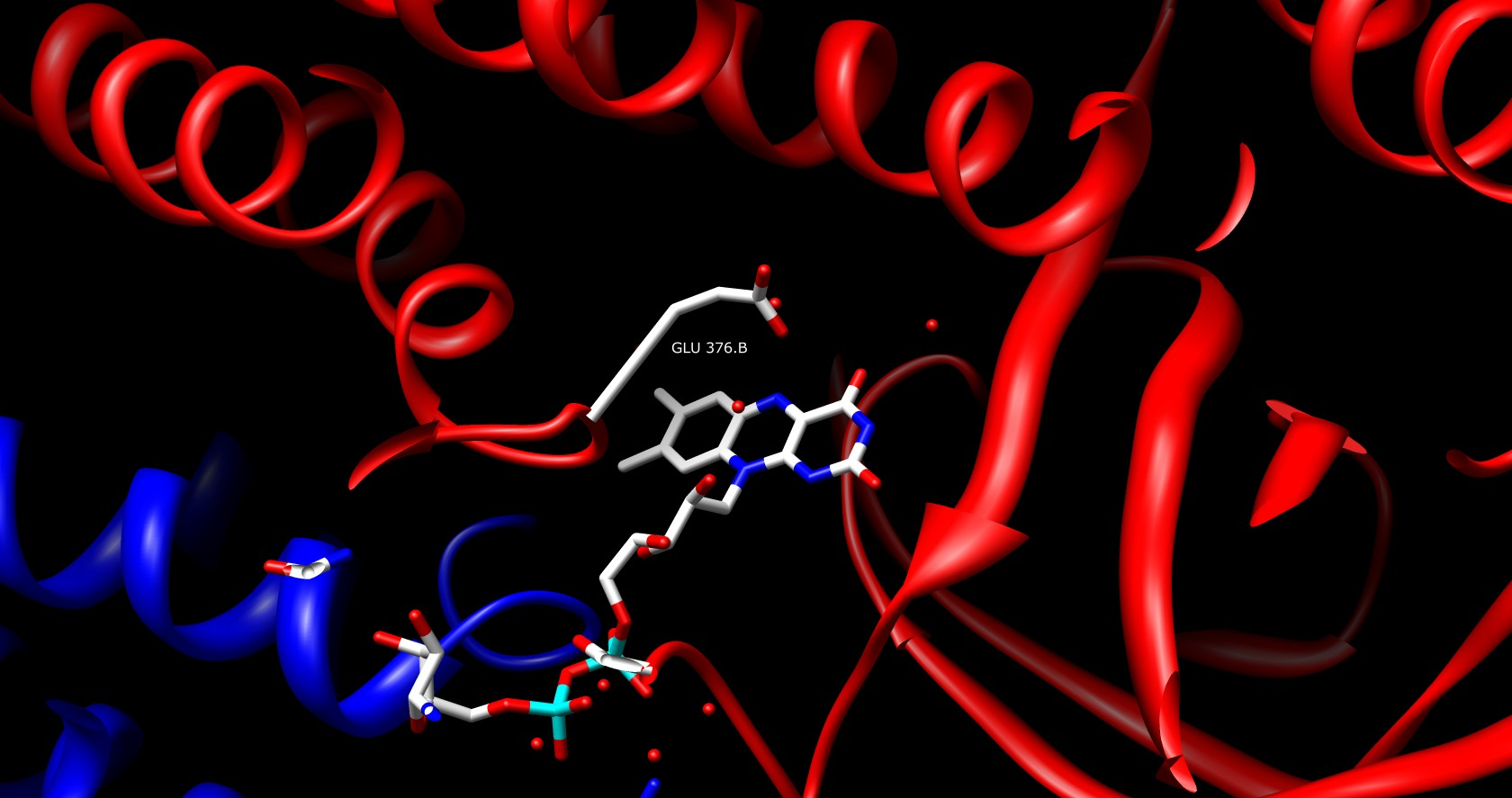
Image 3: 中鎖アシルCoAデヒドロゲナーゼ活性部位の拡大図。脂肪酸酸化が初期化するとき基質はGlu-376とFADの間の位置につく。

アシルCoAデヒドロゲナーゼの反応機構はE2脱離により開始される。これはグルタミン酸残基によって始められるもので、欠かすことのできない必須な反応である。
残基は酵素の種類によって様々な位置に出現する（中鎖アシルCoAデヒドロゲナーゼではGlu376）。グルタミン酸残基はα炭素のpro-R水素を脱プロトン化する。基質のカルボニル酸素からの、FADのリビチル側鎖の2'-OHへ、または先述のグルタミン酸残基の主鎖N-Hへの水素結合ではプロトンのpKaが低いため、グルタミン酸によるプロトン除去の方が容易に起こる。
α炭素が脱プロトン化され、β炭素のpro-R水素も基質からFADに移る。このβ-水素はFADのRe面のN-5位に付加し、酵素はFADのピリミジン部への水素結合とジメチルベンゼン部への疎水性相互作用で結合する。基質はこの時点でα-β不飽和チオエステルに変化する。
FADがヒドリドをとるとN-1窒素に隣接するカルボニル酸素は陰電荷となる。この電子はN-1窒素と共鳴し、陰電荷は非局在化・安定化される。また、電荷は酸素と窒素、および酵素中のアミノ酸残基との間の水素結合によっても安定化される。

## アシルCoAデヒドロゲナーゼの欠損による代謝異常
アシルCoAデヒドロゲナーゼの欠損により脂肪酸の酸化能力が減少し、代謝機能不全となる。中鎖アシルCoAデヒドロゲナーゼ欠損症(MCADD)は、アシルCoAデヒドロゲナーゼに関わる異常としてよく知られており、脂肪酸酸化障害および生死に関わる代謝疾患を引き起こす。中鎖アシルCoAデヒドロゲナーゼ欠損症の症状には、絶食不耐、低血糖症、そして乳幼児突然死症候群がある。これらの症状は脂肪の代謝異常によってすぐに現れる。絶食不耐と低血糖症は脂肪の分解により糖を作ることができないためである。また、脂肪酸が血中に蓄積し、血液のpKaが低下しアシドーシスを起こす。
症例の約90%は酵素の突然変異が原因であるため、乳幼児突然死症候群への中鎖アシルCoAデヒドロゲナーゼの関連に関心が持たれている。毎年2万人に1人の乳児が中鎖アシルCoAデヒドロゲナーゼ欠損症との報告がされている。この突然変異種は劣性であり、中鎖アシルCoAデヒドロゲナーゼ欠損症患者の両親はしばしばその保因者と診断される。
ヒトにおいて、最も一般的に発生する中鎖アシルCoAデヒドロゲナーゼの変異の位置は、アミノ酸残基Lys-304である。変化した残基には単一点突然変異が生じ、リシン残基はグルタミン酸に変化する。Lys-304は通常、Gln-342, Asp-300, および Asp-346と水素結合を形成することによって周囲のアミノ酸残基と相互に作用するが、リシンの部分がグルタミン酸に変化すると、加わった陰電荷により通常の水素結合が分裂する。この分裂により酵素の折りたたみが変化し、全体の安定性が崩れ、脂肪酸酸化の機能を阻害するようになる。変異が起こることにより酵素の効率は10分の1まで下がる。